# Freier Vers
Als freier Vers werden in der Verslehre Formen des Verses bezeichnet, die auf jegliche metrische und klangliche Bindung verzichten. Er entwickelte sich im 19. Jahrhundert und ist die seit dem 20. Jahrhundert in der Lyrik dominierende Versgattung.

## Abgrenzung
Historisch wurden die metrisch geordneten, meist alternierenden Reimverse, die aus dem italienischen Madrigal stammen und in Deutschland und Frankreich im 17. und 18. Jahrhundert sehr beliebt waren, auch als freie Verse bezeichnet. Besser ist jedoch der Begriff Madrigalvers für die deutsche und vers mêlés für die französische Ausprägung dieser Versform.
Weiter muss man unterscheiden zwischen dem freien Vers als generischem und weitgehend negativ definiertem Begriff, der eine Versgattung durch eine Gruppe (fehlender) Merkmale wie Reim, Metrum und Strophenbindung beschreibt, und der Ausprägung dieser Gattung in den verschiedenen nationalen Literaturen. Man verwendet zwar auch gelegentlich den Begriff freier Vers, wenn von dieser Form der Dichtung in der französischen oder englischen Literatur die Rede ist, es sollte dann aber besser der jeweils spezifische Begriff verwendet werden, also vers libre in der französischen, free verse in der englischen, verso libero in der italienischen, verso libre in der spanischen Literatur usw. Im engeren Sinn sind dann freie Verse die Ausprägung dieser Versgattung in der deutschen Literatur. Es ist allerdings zu bemerken, dass die wahrnehmbaren Unterschiede seit der Zeit der Entstehung im 19. Jahrhundert sich ab Mitte des 20. Jahrhunderts stark reduzieren, jedenfalls in formaler Hinsicht, sodass heute eigentlich von einem „globalisierten“, modernen Vers gesprochen werden kann.

## Geschichte
Eine der beiden Hauptwurzeln des freien Verses sind die freien Rhythmen, die Mitte des 18. Jahrhunderts von Klopstock entwickelt wurden, sich stark an antike Odenmaße anlehnten und gekennzeichnet waren durch hohen, ekstatischen Ton. Aufgenommen wurden sie im Sturm und Drang, unter anderem in der Lyrik des jungen Goethe und in den Oden Hölderlins und im 19. Jahrhundert weitergeführt bei zahlreichen anderen, wobei die antikisierenden Anklänge zunehmend in den Hintergrund traten (Heinrich Heine, Detlev von Liliencron, Arno Holz).
Die zweite Wurzel des modernen freien Verses ist die Dichtung des Amerikaners Walt Whitman, vor allem dessen in reimlosen, rhythmisierten Versen geschriebenes Hauptwerk Leaves of Grass. Eine Übersetzung aus diesem findet sich dann im Gründungsjahr 1886 des vers libre in der dieser Bewegung als Organ dienenden französischen Zeitschrift La Vogue. Die Übersetzung von Jules Laforgue signalisiert den Einfluss Whitmans auf die französischen Dichter, gleichzeitig ist der vers libre in seiner konsequenten Absage an alle Tradition die Vollendung dessen, was Baudelaire, Verlaine, Rimbaud und Mallarmé mit dem vers libéré vorbereitet hatten.
Der vers libre blieb dann bis Anfang des 20. Jahrhunderts außerhalb Frankreichs weitgehend unbekannt, bis T. E. Hulme und F. S. Flint die französischen verslibristes 1909 im Londoner Poets Club vorstellten, der später die Keimzelle des Imagismus wurde. T. S. Eliot sprach von der Geburt des Imagismus als dem „üblichen und tauglichen Bezugspunkt für den Anfang moderner Lyrik“. Durch Vermittlung der Imagisten übte der vers libre dann einen nachhaltigen (und bis heute andauernden) Einfluss auf die europäische und angloamerikanische Lyrik aus. Als wichtige Vermittler sind hier neben Eliot die Amerikaner Ezra Pound und Amy Lowell zu nennen. 
Was die deutsche Entwicklung betrifft, so gibt es keine derart klaren, mit Jahreszahlen datierbaren Bezugspunkte. Ab Beginn des 20. Jahrhunderts ist von freien Rhythmen kaum mehr die Rede und ab dem Expressionismus sagt man von einem Gedicht, es sei in „freien Versen“ verfasst, oder man sagt, es sei „modern“, was dann dasselbe meint.

## Merkmale des freien Verses
Pound formulierte das rhythmische Programm der Imagisten 1912, wonach „in der Zeitfolge der musikalischen Phrase und nicht nach dem Metronom zu komponieren“ sei. 
Im Gegensatz zu einem naiven Verständnis von Freiheit schraubt Pound zufolge der free verse oder der vers libre die Anforderungen hoch und Pound mahnt: „Glaube nicht, daß ein kluger Mensch sich hinters Licht führen läßt, wenn du dich um die Schwierigkeiten der unsagbar schweren Kunst guter Prosa drückst, indem du deine Arbeit in regelmäßige Zeilen hackst!“ 
Und er zitiert Eliots Satz „Kein vers ist libre für den, der etwas leisten will“ mit nachdrücklicher Zustimmung.
Darin drückt sich eine Absage an jegliche Beliebigkeit aus, der umgekehrt die Umsetzung des romantischen Konzepts der „organischen Form“ in die Praxis des dichterischen Schaffens entspricht, wobei „organisch“ die Übereinstimmung von Form und Inhalt meint. Daraus folgt, dass der Individualität und Einmaligkeit eines Sujets nicht eine traditionelle, ein für alle Mal festgelegte Form entsprechen kann.
Praktisch anwendbare, operationale Merkmale des freien Verses zu bestimmen, stellt sich jedoch als sehr schwierig heraus, da – wie oben gesagt – der freie Vers sich eher negativ bestimmt. Darüber, dass allein die Abwesenheit von Merkmalen wie Metrum, Reim und Strophe nicht den freien Vers ausmacht, herrscht wiederum Einigkeit.
Während der freie Vers der Bindung im Sinn einer regelmäßigen Vorgabe eine Absage erteilt, ist in vielen Beispielen wahrnehmbar, dass Bindung im Sinn von Verbindung eine wesentlich wichtigere Rolle spielt als im traditionellen Vers, wo klangliche Bezüge wie Alliteration, Assonanz, Konsonanz und semantisch-rhetorische Rekurrenzen wie Antithese, Parallelismus, Anapher etc. als (optionaler) Versschmuck gelten gegenüber den ganz berechenbar sich wiederholenden Merkmalen, die Versmaß und Reimschema bestimmen. Im freien Vers treten all diese Möglichkeiten, Verbindungen und Beziehungen sprachlich anzudeuten bzw. wiederzugeben, gleichberechtigt nebeneinander auf.
Illustrieren lässt sich das am Beispiel der ersten Verse von Walt Whitmans Gedicht Song of Myself, in denen Rekurrenzen von Worten kursiv und solche von Lauten durch Unterstreichung hervorgehoben sind:
I celebrate myself, and sing myself,

And what I assume you shall assume,

For every atom belonging to me as good belongs to you.

I loafe and invite my soul,

I lean and loafe at my ease observing a spear of summer grass.
Wie man sieht, sind diese Bezüge und Wiederholungen sehr dicht ineinander verwoben, was dann eben in diesem wie anderen Fällen beispielhaft gelungener freier Verse das Wesen des Gedichts ausmacht.
Es gibt in diesen wenigen Zeilen kaum ein Wort oder eine Silbe, die nicht an anderer Stelle in der einen oder anderen Form – teilweise mehrfach – Entsprechungen haben. Beispielsweise ist loafe in der fünften Zeile durch Alliteration mit lean verbunden und Wiederholung von loafe in der vierten Zeile, das durch Assonanz mit soul verbunden ist usw. Folgt man diesen Verknüpfungen, so ist nahezu alles mit allem netzwerkartig verbunden.
Auch die Klassifikation freier Verse aufgrund bestimmter Merkmale ist schwierig. Charles Allen hat eine Unterscheidung zwischen tonischem Freivers (accentual free verse) und kadenziertem Freivers (cadenced free verse) vorgeschlagen.

Im tonischen Freivers entspricht die Verteilung des Sprachmaterials auf die Verszeilen der Aufteilung in syntaktische Einheiten, das heißt, jeder Verszeile entspricht eine syntaktisch relativ selbständige Phrasierungseinheit, und in der Folge sind die Versgrenzen gegenüber der Prosa nicht markiert, dafür aber ist die Betonung gegenüber der Prosa stark durch Rhythmisierung sowie die oben beschriebenen Mittel markiert. Die angeführten Verse von Whitman geben ein Beispiel für den tonischen Freivers.

Im kadenzierten Freivers dagegen stimmen die Verszeilen nicht mit den syntaktischen Einheiten überein, wodurch die Versenden gegenüber der Prosa stark markiert sind.
Beispiele für kadenzierten Freivers sind das unten zitierte Gedicht von Erich Fried, bei dem aus dem vorgefundenen Prosamaterial einer Annonce ausschließlich durch die Aufteilung in Verszeilen, also die Kadenzierung, die poetische Wirkung entsteht. Ein anderes Beispiel ist ein Gedicht von Ernst Meister, an dem man die beim kadenzierten Freivers methodisch bedingte Neigung zu kurzen und kürzesten Verszeilen gut ablesen kann:
Und was

will diese Sonne

uns, was

springt

aus enger Pforte

jener großen Glut?

Ich weiß

nichts Dunkleres

denn das Licht.
Eine Versteilung entsprechend der syntaktischen Einheiten ergäbe ein völlig anderes Gedicht und sähe etwa so aus:
Und was will 

diese Sonne uns, 

was springt aus enger Pforte

jener großen Glut?

Ich weiß nichts Dunkleres

denn das Licht.
Es sind vor allem Verse dieses kadenzierten Typs, gegen die der Vorwurf erhoben wird, sie verdankten „ihren Verscharakter in erster Linie dem Drucker“. Der obige Vergleich aber zeigt, dass dieser Vorwurf zwar manchmal zutreffen mag, aber eben nicht immer, und nur die genaue Wahl der Kadenz das Gedicht eigentlich entstehen lässt. Zudem bringt solche Kadenzierung eine Verlangsamung mit sich. Das kann Zögern oder Bedacht sein, zum Beispiel oben, wenn am Versende der Ton auf dem Fragewort „was“ bleibt und dann der Einsilbler „springt“ das Plötzliche der Abstrahlung, der Emanation wiedergibt.
Wie bei so vielen Unterscheidungen sonst auch treten auch hier die Typen nur selten rein und unvermischt auf. Der Normalfall ist eher, dass in Teilen das Tonische dominiert und dann in Teilen, auf die besonderes Gewicht fallen soll oder in denen eine Verlangsamung des Rhythmus erwünscht ist, zu kadenzierten kurzen Zeilen übergegangen wird.

## Der freie Vers in der deutschen Dichtung
Wie die Klassifizierung freier Verse nach formalen Merkmalen, so ist insbesondere in der deutschen Literatur die Unterscheidung nach Traditionen und Schulen schwierig gegenüber der Entwicklung in Frankreich und England. In den beiden Ländern spielten literarische Gruppen wie die verslibristes und die Imagisten eine erhebliche Rolle, was das Nachzeichnen von Entwicklungslinien vereinfacht. Dennoch meint Christian Wagenknecht, drei Ausformungen des freien Verses in der deutschen Literatur unterscheiden zu können, nämlich
- der Tradition der freien Rhythmen verhaftete freie Verse,
- Bertolt Brechts „reimlose Lyrik in unregelmäßigen Rhythmen“ und
- die von ihm so genannte „prosaische Lyrik“.

Die erste Gruppe steht zwar in der Tradition der freien Rhythmen, löst sich aber von deren Hang zum antikisierenden Zitieren klassischer Odenmaße. Dennoch bleibt eine ausgeprägte, sich der regelmäßigen Wiederholung oft annähernde Rhythmisierung kennzeichnend, außerdem der hohe, oft feierliche Ton (der im Expressionismus dann oft zum Pathos gesteigert wird) und nicht selten biblische Anklänge. Als Vertreter sind hier zu nennen Georg Trakl, Else Lasker-Schüler, Ernst Stadler und Franz Werfel. In den Jahrzehnten nach 1945 finden sich Beispiele bei Paul Celan und Ingeborg Bachmann. Von dieser Dichterin hier die ersten Verse von Anrufung des Großen Bären:
Großer Bär, komm herab zottige Nacht,

Wolkenpelztier mit den alten Augen,

Sternenaugen,

durch das Dickicht brechen schimmernd

deine Pfoten mit den Krallen,

Sternenkrallen,

wachsam halten wir die Herden,

doch gebannt von dir, und mißtrauen

deinen müden Flanken und den scharfen

halbentblößten Zähnen,

alter Bär.
Eine Sonderstellung nimmt wie unter vielen anderen Aspekten Bertolt Brecht auch hier ein, der nicht von „freiem Vers“ spricht, sondern von „reimloser Lyrik mit unregelmäßigen Rhythmen“, entsprechend dem Titel eines Aufsatzes, den er 1938 im Moskauer Exil verfasste. Darin gibt er als Beispiel die beiden Endstrophen des Gedichts Die Jugend und das Dritte Reich aus den Deutschen Satiren. Diese lauten:
Ja wenn die Kinder Kinder blieben

Könnte man ihnen immer Märchen erzählen.

Da sie aber älter werden

kann man es nicht.
Eine konventionelle Metrisierung dieser Zeilen würde etwa so aussehen:
◡—◡—◡—◡—◡

—◡◡—◡—◡—◡◡—◡

—◡—◡—◡—◡

◡—◡—
Dies könnte als freier Vers gelten, da ein einheitliches Versmaß offenbar nicht vorliegt. Die von Brecht angegebene Rhythmisierung ist dagegen ganz regelmäßig (trochäisch):
| —     | ◡  | —    | ◡   | —   | ◡   | —      | ◡    | —    | ◡    | —     | ◡    | —    | ◡    |     |    |
| Ja    |    | wenn |     | die |     | Kin-   | der  | Kin- | der  | blie- | ben  | dann |      |     |    |
| —     | ◡  | —    | ◡   | —   | ◡   | —      | ◡    | —◡   | —    | ◡     | —    | ◡    | —    | ◡   | —◡ |
| Könn- |    | te   | man | ih- | nen | im-    | mer  |      | Mär- |       | chen | er-  | zäh- | len |    |
| —     | ◡— | ◡    | —   | ◡   | —   | ◡      | —    | ◡    |      |       |      |      |      |     |    |
| Da    |    | sie  | a-  | ber | äl- | ter    | wer- | den  |      |       |      |      |      |     |    |
| —     | ◡  | —    | ◡   | —   | ◡   | —      |      |      |      |       |      |      |      |     |    |
| Kann  |    | man  |     | es  |     | nicht. |      |      |      |       |      |      |      |     |    |

Brecht bemerkt dazu: „Die fehlenden Versfüße müssen beim Sprechen durch Verlängerung des vorhergehenden Fußes oder durch Pausen berücksichtigt werden.“ Den erheblichen Unterschied, der sich aus der konventionellen Metrisierung (und damit der konventionellen Vortragsform) und Brechts (fast im Sinn Andreas Heuslers) musikalisch-taktmäßiger Interpretation ergibt, sieht man an der letzten Zeile, die konventionell als zwei Jamben aufgefasst seltsam flach scheint, in Brechts Interpretation aber ist jede einzelne Silbe des letzten Verses betont und quasi mit einem Rufzeichen versehen: „Kann! man! es! nicht!“
Neben dem musikalischen Aspekt der Rhythmisierung spricht Brecht im gleichen Aufsatz einen gestisch-tänzerischen Aspekt an:
Der Satz der Bibel „Reiße das Auge aus, das dich ärgert“ hat einen Gestus unterlegt, den des Befehls, aber er ist doch nicht rein gestisch ausgedrückt, da „das dich ärgert“ eigentlich noch einen andern Gestus hat, der nicht zum Ausdruck kommt, nämlich den einer Begründung. Rein gestisch ausgedrückt, heißt der Satz (und Luther, der „dem Volk aufs Maul sah“, formt ihn auch so): „Wenn dich dein Auge ärgert: reiß es aus!“ Man sieht wohl auf den ersten Blick, daß die Formulierung gestisch viel reicher und reiner ist.
Vom Vers ist also Brecht zufolge zu fordern, dass wo die Imagisten verlangten, einen Gegenstand oder ein Bild möglichst präzise in Worte zu fassen, der Vers die sprachliche Haltung des lyrisch Sprechenden möglichst präzise zum Ausdruck bringt. Die Bezugnahme auf die Bibel scheint übrigens hier nicht zufällig, da diese sich wie ein roter Faden durch die Entwicklung des freien Verses zieht. Schon für Klopstock war die Sprache der biblischen Dichtungen und hier wieder die Prosaübersetzung dieser Texte durch Martin Luther Vorbild für seine freien Rhythmen, und eine ähnliche Rolle spielte die gehobene Sprache der King James Bible für Walt Whitman und damit für den free verse.
So wie in Hinblick auf den Primat des Rhythmus Brecht mit Pound ganz übereinstimmt, so warnt auch er vor der Gefahr der Beliebigkeit im freien Vers:
Überhaupt ist diese freie Art, den Vers zu behandeln, wie zugegeben werden muß, eine große Verführung zur Formlosigkeit: die Güte der Rhythmisierung ist nicht einmal so weit garantiert wie bei regelmäßiger Rhythmisierung (wo allerdings gut abgezählte Versfüße auch noch keine Rhythmisierung ergeben). Der Beweis des Puddings liegt im Essen.
Die dritte Gruppe, von Wagenknecht als prosaische Lyrik bezeichnet, ist von dieser Verführung zur Formlosigkeit besonders betroffen: „Sie begründet ihre gedichtmäßige Darbietung in der Hauptsache nur mehr aus dem Anspruch: mit so viel gesammelter Aufmerksamkeit gelesen zu werden, wie der Leser sie nur einem Gedicht gewohntermaßen entgegenbringt.“ Ob dieser Anspruch eingelöst wird, muss offenbleiben. Besonders problematisch wird die Bewertung, wenn ein Verzicht auf künstlerische Form zum Programm wird mit dem Ziel, gewissermaßen Authentizität gegen Kunst einzutauschen, wie es bei den Vertretern der Neuen Subjektivität in den 1970er Jahren der Fall war.
Als Beispiel für diese Gruppe einige Zeilen aus Als mich die Hybris krallte in Harrys Bar von Christoph Derschau:
Für fast 60 Mark

groß gefressen und

mich umgeschaut

woran’s nun wirklich liegt

mit diesem Venedig:

diese verdammte Umweltscheiße

in Verbindung mit der korrupten

Bürokratie!

Na ja.
Auch bei Gedichten solcher Art gilt Brecht zufolge natürlich, dass „der Beweis des Puddings im Essen liegt“, umgekehrt folgt aber nicht, dass das Nichtessen den Pudding widerlegt. Das gilt auch, wenn vorgefundenes Sprachmaterial durch Zeilensprung pointiert zum Gedicht wird, also zum Kunstwerk im Sinn eines Objet trouvé. 

Als Beispiel ein Gedicht von Erich Fried, das aus dem Text einer Zeitungsannonce entstand:
Der Polizeipräsident

in Berlin sucht:

Schäferhundrüden.

Alter ein bis vier Jahre,

mit und ohne

Ahnentafel.

Voraussetzungen: einwandfreies Wesen

rücksichtslose Schärfe

ausgeprägter Verfolgungstrieb

Schußgleichgültigkeit

und

gesund 

[…]
Schließlich ist zu bemerken, dass so wie in der deutschen Literatur insgesamt es auch hier zahlreiche Neben- und Ausnahmeerscheinungen gibt. Als Beispiel dafür ein kurzes Gedicht von Ernst Herbeck, auch bekannt unter seinem Pseudonym Alexander:
Das Gedicht ist eine

Voraussagung. Das Gedicht ist ein

Varum. Der Dichter

ordnet die Sprache

in kurzen Sätzen.

Was über ist, ist das Gedicht selber.